# Andreas Paluschek
Andreas Paluschek (ur. 15 czerwca 1963) – wschodnioniemiecki judoka.
Zajął piąte miejsce na mistrzostwach świata w 1985; uczestnik zawodów w 1983. Brązowy medalista mistrzostw Europy w 1985; piąty w 1986. Mistrz Europy juniorów w 1980. Mistrz NRD w 1983, 1984 i 1985 roku.